# 高田康太郎
高田 康太郎（たかた こうたろう、1978年10月25日 - ）は、日本の漫画家。愛媛県出身。
2002年、『ビッグコミックスピリッツ増刊 漫戦』（小学館）掲載の『フリースタイル』でデビュー。『ゲッサン』（同社）誌上において、『ハレルヤオーバードライブ!』『I AM SHERLOCK』を連載。

## 略歴
- 1978年 - 愛媛県に生まれる。
- 2002年 - 『フリースタイル」が『ビッグコミックスピリッツ増刊 漫戦』（小学館）に掲載されデビュー。
- 2006年 - 『ポテトシくんのユウウツ』でまんがカレッジ9・10月期佳作を受賞[1]。
- 2009年 - 『ゲッサン』にて『ハレルヤオーバードライブ!』の連載開始。
- 2011年12月21日 - ネット中継番組「西原サンタの人生画力対決 on コミナタTV」に参加[2]。

## 作品リスト

### 連載
- ハレルヤオーバードライブ!（『ゲッサン』2009年第2号[3] - 2015年10月号[4]、全15巻） - 連載デビュー作[1]。
- I AM SHERLOCK（作画担当、原作：伊緒直道、『ゲッサン』2017年3月号[5] - 2018年10月号[6]、全4巻）
- ゾン100〜ゾンビになるまでにしたい100のこと〜（作画担当、原作：麻生羽呂、『月刊サンデージェネックス』2018年11月号[7] - 連載中、既刊20巻）

### 読切
- フリースタイル（『ビッグコミックスピリッツ増刊 漫戦』2002年11月17日号） - デビュー作。
- Bowling For Cherry Boys（『ビッグコミックスピリッツ増刊 漫戦』2003年11月24日号）
- ポテトシくんのユウウツ（2006年）
- ハリケーンハリケーン（『週刊少年サンデー超』2008年5月24日号）
- メタりか! Track 0 Heartbeat.（『ゲッサン』2009年6月号別冊付録）

### アンソロジー
- 東日本大震災の義援活動チャリティー同人誌（2011年） - イラスト[8]
- やはり俺の青春ラブコメはまちがっている。GXコミックアンソロジー（2020年7月17日発売[9]） - 漫画

### その他
- 即戦力の漫画背景（著：アシスタント背景美塾MAEDAX派、2017年3月1日発売） - 帯コメント[10]

## 師匠
- 朔ユキ蔵
- 畑健二郎[11]
- 飯島浩介